# Torneio de xadrez de San Sebastian
O Torneio de xadrez de San Sebastian foi uma competição de xadrez de alto nível realizada na cidade de San Sebastian na Espanha. O torneio teve apenas duas edições, em 1911 e 1912, entretanto os mais fortes jogadores da época participaram de ambos os eventos. A edição de 1911 foi disputada entre 20 de fevereiro e 17 de março, sendo o evento organizado por Jacques Mieses, que insistia que todas as despesas dos jogadores fossem pagas, e a edição de 1912 foi realizada entre 19 de fevereiro e 23 de março. Ambos os eventos foram realizado no Gran Casino na cidade. Durante o segundo torneio, foi discutida a possibilidade Akiba Rubinstein disputar o título mundial de Emanuel Lasker.

## San Sebastian 1911
Os prêmios foram: primeiro - 5000 Francos, segundo - 3000 Francos, terceiro - 2000 Francos e quarto - 1500 Francos. Os demais participantes receberam de 80 a 100 Francos por ponto. O prêmio de brilhantismo do Barão Albert Salomon von Rothschild de 500 Francos foi vencido por Capablanca contra Bernstein. A tabela de resultados foi:
| #  | Jogador                | 1 | 2 | 3 | 4 | 5 | 6 | 7 | 8 | 9 | 10 | 11 | 12 | 13 | 14 | 15 | Total |
| 1  | José Raúl Capablanca   | * | 0 | ½ | ½ | ½ | ½ | 1 | 1 | 1 | ½  | ½  | 1  | 1  | ½  | 1  | 9.5   |
| 2  | Akiba Rubinstein       | 1 | * | ½ | ½ | ½ | ½ | ½ | ½ | ½ | ½  | ½  | 1  | ½  | 1  | 1  | 9.0   |
| 3  | Milan Vidmar           | ½ | ½ | * | 0 | ½ | ½ | ½ | 1 | ½ | ½  | ½  | 1  | 1  | 1  | 1  | 9.0   |
| 4  | Frank Marshall         | ½ | ½ | 1 | * | ½ | ½ | ½ | ½ | ½ | 1  | ½  | 1  | ½  | 0  | 1  | 8.5   |
| 5  | Siegbert Tarrasch      | ½ | ½ | ½ | ½ | * | ½ | 1 | 1 | ½ | 0  | ½  | ½  | 1  | 0  | ½  | 7.5   |
| 6  | Carl Schlechter        | ½ | ½ | ½ | ½ | ½ | * | ½ | 0 | ½ | ½  | ½  | 1  | ½  | 1  | ½  | 7.5   |
| 7  | Aron Nimzowitsch       | 0 | ½ | ½ | ½ | 0 | ½ | * | ½ | 1 | 1  | ½  | ½  | ½  | ½  | 1  | 7.5   |
| 8  | Ossip Bernstein        | 0 | ½ | 0 | ½ | 0 | 1 | ½ | * | 1 | 1  | 1  | ½  | 0  | 1  | 0  | 7.0   |
| 9  | Rudolf Spielmann       | 0 | ½ | ½ | ½ | ½ | ½ | 0 | 0 | * | ½  | 1  | ½  | ½  | 1  | 1  | 7.0   |
| 10 | Richard Teichmann      | ½ | ½ | ½ | 0 | 1 | ½ | 0 | 0 | ½ | *  | ½  | 0  | ½  | 1  | 1  | 6.5   |
| 11 | Géza Maróczy           | ½ | ½ | ½ | ½ | ½ | ½ | ½ | 0 | 0 | ½  | *  | 1  | ½  | ½  | 0  | 6.0   |
| 12 | Dawid Janowski         | 0 | 0 | 0 | 0 | ½ | 0 | ½ | ½ | ½ | 1  | 0  | *  | 1  | 1  | 1  | 6.0   |
| 13 | Amos Burn              | 0 | ½ | 0 | ½ | 0 | ½ | ½ | 1 | ½ | ½  | ½  | 0  | *  | 0  | ½  | 5.0   |
| 14 | Oldřich Duras          | ½ | 0 | 0 | 1 | 1 | 0 | ½ | 0 | 0 | 0  | ½  | 0  | 1  | *  | ½  | 5.0   |
| 15 | Paul Saladin Leonhardt | 0 | 0 | 0 | 0 | ½ | ½ | 0 | 1 | 0 | 0  | 1  | 0  | ½  | ½  | *  | 4.0   |

## San Sebastian 1912
Os prêmios foram: primeiro - 5000 Francos, segundo - 3000 Francos, terceiro - 2000 Francos e quarto - 1500 Francos. Os demais participantes receberam 100 Francos por ponto.
| #  | Jogador                | 1  | 2  | 3  | 4  | 5  | 6  | 7  | 8  | 9  | 10 | 11 | Total |
| 1  | Akiba Rubinstein       | ** | ½1 | 01 | ½1 | ½½ | 1½ | 01 | 11 | ½½ | ½1 | ½- | 12.5  |
| 2  | Aron Nimzowitsch       | ½0 | ** | 01 | 1½ | 0½ | 11 | 11 | ½½ | ½½ | 11 | ½- | 12.0  |
| 3  | Rudolf Spielmann       | 10 | 10 | ** | 10 | 1½ | ½1 | ½½ | ½1 | ½½ | 1½ | 1- | 12.0  |
| 4  | Siegbert Tarrasch      | ½0 | 0½ | 01 | ** | 11 | 01 | ½0 | ½½ | 11 | 11 | 1- | 11.5  |
| 5  | Julius Perlis\|        | ½½ | 1½ | 0½ | 00 | ** | 1½ | ½1 | ½½ | ½½ | 1½ | ½- | 10.0  |
| 6  | Frank Marshall         | 0½ | 00 | ½0 | 10 | 0½ | ** | ½1 | 1½ | ½½ | 11 | 1- | 9.5   |
| 7  | Oldřich Duras          | 10 | 00 | ½½ | ½1 | ½0 | ½0 | ** | ½½ | ½1 | 01 | ½- | 8.5   |
| 8  | Carl Schlechter        | 00 | ½½ | ½0 | ½½ | ½½ | 0½ | ½½ | ** | ½½ | 1½ | ½- | 8.0   |
| 9  | Richard Teichmann      | ½½ | ½½ | ½½ | 00 | ½½ | ½½ | ½0 | ½½ | ** | ½½ | ½- | 8.0   |
| 10 | Paul Saladin Leonhardt | ½0 | 00 | 0½ | 00 | 0½ | 00 | 10 | 0½ | ½½ | ** | 1- | 5.0   |
| 11 | Leó Forgács            | ½- | ½- | 0- | 0- | ½- | 0- | ½- | ½- | ½- | 0- | ** | 3.0   |